# Baltimore club
Baltimore club, Bmore club, Bmore house of simpelweg Bmore is een muziekgenre binnen breakbeat. Het ontstond eind jaren 80 in Baltimore uit invloeden van hiphop en house. De eerste platen werden gemaakt door onder anderen Luther Campbell (Luke) van 2 Live Crew, Frank Ski en Scotty B. 
Baltimore club is in een 8/4-maatsoort en een tempo rond 130 beats per minute en bevat repetitieve samples van zangpartijen en uit televisieseries en drumsamples uit funkplaten uit de jaren 70. Diplo maakte een Bmore clubremix van Gwen Stefani's Hollaback Girl.
Uit Baltimore club ontstond Jersey club in New Jersey en Philly club in Philadelphia.